# Bandeira de Jucás (Ceará)
A bandeira de Jucás é um dos símbolos oficiais do município de Jucás, estado do Ceará. Foi adotada através da Lei Municipal Nº. 142/98, de 23 de Outubro de 1998, aprovada por unanimidade pela Câmara Municipal e sancionada pelo então prefeito Prefeito José Helânio de Oliveira Facundo. O desenho foi escolhido através de um Concurso Público realizado pela Secretaria Municipal de Cultura, do qual o a proposta vencedora foi a do  Professor Luiz Gonzaga Leite Sobrinho.